# Donji Garevci
Donji Garevci (cyr. Доњи Гаревци) – wieś w Bośni i Hercegowinie, w Republice Serbskiej, w mieście Prijedor. W 2013 roku liczyła 763 mieszkańców.